# Alture del Kazakistan

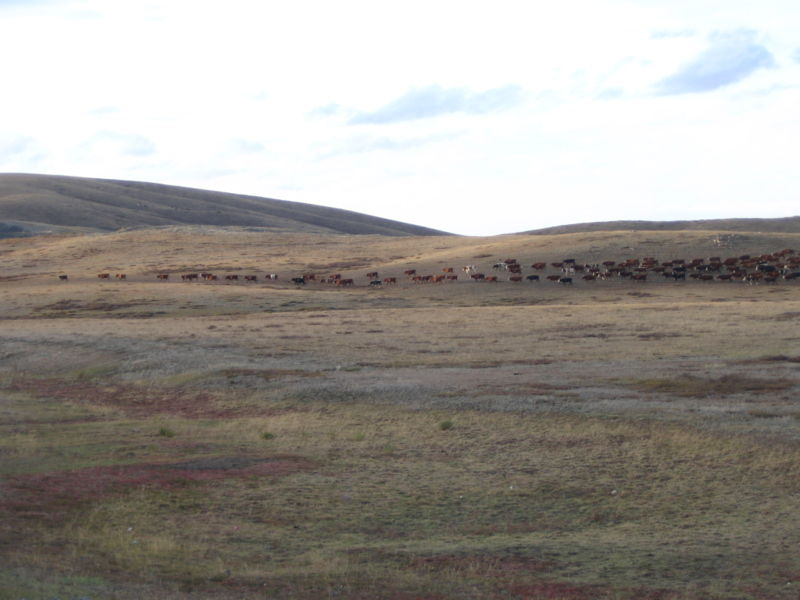
La steppa delle alture del Kazakistan.

Le alture del Kazakistan (in kazako: Қазақтың ұсақ шоқысы, o Сарыарқа), note anche come soglia kazaka, sono un basso altopiano culminante a 1565 m, con creste dall'aspetto collinare, che si estende attraverso la metà orientale del Kazakistan (Asia centrale).

## Descrizione
La regione si estende tra le città di Semey sull'Irtysh, a est, e di Jezkazgan, a ovest, e in essa vengono generalmente compresi anche i monti dell'Ulutau.
Nella sua parte centrale, a sud-est di Karaganda, sorge il massiccio montuoso del Karkaraly, dove si trova la cima più alta delle alture, il monte Aksoran. Il settore settentrionale delle alture del Kazakistan, ricco di numerose risorse minerarie, è ricoperto dalla steppa, mentre quello meridionale è semidesertico.
Le alture del Kazakistan sono delimitate dalla steppa di Kulunda a nord-est, dal lago Balkhash a sud-est, dalla steppa della Fame (Betpak-Dala) a sud, dall'Ulutau a ovest e dalla pianura dove sorge il lago Tengiz a nord-ovest.
Dal 7 luglio 2008, la regione di Saryarka, facente parte delle alture del Kazakistan, è stato dichiarato patrimonio dell'umanità dall'UNESCO.